# Rami Hakanpää
Rami Hakanpää (Pori, 9 ottobre 1978) è un ex calciatore finlandese, di ruolo difensore.

## Palmarès

### Club

#### Competizioni nazionali
- Campionato finlandese: 1

HJK: 2003